# مولیکا (نیوجرسی)
مولیکا (به انگلیسی: Mullica Township) شهری در ایالت نیوجرسی کشور ایالات متحده آمریکا است که جمعیت آن در سرشماری سال ۲۰۱۰ میلادی، ۶٬۱۴۷ نفر بوده‌است.